# Цикл женских турниров ITF 2014 (апрель — июнь)
Цикл женских турниров ITF 2014 (англ. 2014 ITF Women's Circuit) — ежегодный женский тур профессиональных теннисистов, проводимый Международной федерацией тенниса.
Статья содержит результаты второй четверти года — с апреля по июнь.

## Расписание

### Легенда
| Призовой фонд |
| 100.000 USD   |
| 75.000 USD    |
| 50.000 USD    |
| 25.000 USD    |
| 15.000 USD    |
| 10.000 USD    |

## Неделя 15
| Дата начала | Турнир                                                      | Чемпионки (Счёт финала)                               | Финалистки                                              |
| ----------- | ----------------------------------------------------------- | ----------------------------------------------------- | ------------------------------------------------------- |
| 7 апреля    | Анталья, Турция $10,000 — Хард Турнир 2014                  | Ипек Сойлу 7-5 4-6 6-1                                | Дениз Хазанюк                                           |
| 7 апреля    | Анталья, Турция $10,000 — Хард Турнир 2014                  | Цемре Анил Котоми Такахата 2-6 7-6(5) [10-6]          | Юлия Калабина Майя Кацитадзе                            |
| 7 апреля    | Бол, Хорватия $10,000 — Грунт Турнир 2014                   | Виктория Томова 6-1 6-2                               | Ива Мековец                                             |
| 7 апреля    | Бол, Хорватия $10,000 — Грунт Турнир 2014                   | Агнеш Букта Виктория Томова 6-2 6-1                   | Каролина Стухлая Карла Тули                             |
| 7 апреля    | Глостер, Великобритания $10,000 — Хард(i) Турнир 2014       | Бернарда Пера 6-3 6-1                                 | Клартье Либенс                                          |
| 7 апреля    | Глостер, Великобритания $10,000 — Хард(i) Турнир 2014       | Люси Браун Хильда Меландер 7-5 6-3                    | Сара Бет Эскью Кэти Данн                                |
| 7 апреля    | Ираклион, Греция $10,000 — Хард Турнир 2014                 | Тереза Мартинцова 6-4 6-4                             | Пернилла Мендесова                                      |
| 7 апреля    | Ираклион, Греция $10,000 — Хард Турнир 2014                 | Магали Кемпен Эльке Лемменс 1-6 7-5 [10-8]            | Натела Дзаламидзе Валентини Грамматикопулу              |
| 7 апреля    | Пула, Италия $10,000 — Грунт Турнир 2014                    | Елена Остапенко 7-6(4) 6-1                            | Жад Суврейн                                             |
| 7 апреля    | Пула, Италия $10,000 — Грунт Турнир 2014                    | Мана Аюкава Елена Остапенко 7-5 3-6 [10-5]            | Аличе Балдуччи Диана Бузян                              |
| 7 апреля    | Сан-Жозе-ду-Риу-Прету, Бразилия $10,000 — Грунт Турнир 2014 | Габриэла Се 1-1 — отказ                               | Паула Кристина Гонсалвес                                |
| 7 апреля    | Сан-Жозе-ду-Риу-Прету, Бразилия $10,000 — Грунт Турнир 2014 | Мария-Фернанда Алвес Паула Кристина Гонсалвес 6-2 6-0 | Каролина Мелигени Родригес Алвес Ингрид Гамарра Мартинс |
| 7 апреля    | Ченнаи, Индия $10,000 — Грунт Турнир 2014                   | Прартхана Тхомбаре 4-6 6-3 7-6(5)                     | Ити Махета                                              |
| 7 апреля    | Ченнаи, Индия $10,000 — Грунт Турнир 2014                   | Шармада Балу Ришика Сункара 6-0 7-6(4)                | Наташа Палха Прартхана Тхомбаре                         |
| 7 апреля    | Шарм-эш-Шейх, Египет $10,000 — Хард Турнир 2014             | Елена-Теодора Кадар 2-6 7-6(6) 6-4                    | Нурия Паррисас-Диас                                     |
| 7 апреля    | Шарм-эш-Шейх, Египет $10,000 — Хард Турнир 2014             | Кристина Грабалова Вивьен Юхасова 6-1 4-6 [11-9]      | Мартина Прадова Анна Врбенская                          |
| 7 апреля    | Шымкент, Казахстан $10,000 — Грунт Турнир 2014              | Екатерина Клюева 7-6(1) 6-4                           | Анастасия Рудакова                                      |
| 7 апреля    | Шымкент, Казахстан $10,000 — Грунт Турнир 2014              | Екатерина Клюева София Смагина 7-6(3) 6-0             | Анастасия Рудакова Любовь Васильева                     |
| 7 апреля    | Дакар, Сенегал $15,000 — Хард Турнир 2014                   | Конни Перрен 6-0 7-5                                  | Шанель Симмондс                                         |
| 7 апреля    | Дакар, Сенегал $15,000 — Хард Турнир 2014                   | Шанель Симмондс Эмили Уэбли-Смит 7-6(3) 6-0           | Конни Перрен Екатерина Яшина                            |
| 7 апреля    | Мельбурн, Австралия $15,000 — Грунт Турнир 2014             | Зузана Злохова 3-6 7-6(3) 6-4                         | Хань Синьюнь                                            |
| 7 апреля    | Мельбурн, Австралия $15,000 — Грунт Турнир 2014             | Джессика Мур Александрина Найденова 7-5 6-7(5) [10-7] | Мию Като Юки Танака                                     |
| 7 апреля    | Пелем, США $25,000 — Грунт Турнир 2014                      | Лаура Зигемунд 6-1 6-4                                | Юлия Путинцева                                          |
| 7 апреля    | Пелем, США $25,000 — Грунт Турнир 2014                      | Даниэлла Лао Кэри Вонг 1-6 6-4 [10-7]                 | Дия Евтимова Илона Кремень                              |

## Неделя 16
| Дата начала | Турнир                                                    | Чемпионки (Счёт финала)                                      | Финалистки                             |
| ----------- | --------------------------------------------------------- | ------------------------------------------------------------ | -------------------------------------- |
| 14 апреля   | Анталья, Турция $10,000 — Хард Турнир 2014                | Бибиана Схофс 6-0 6-3                                        | Сандра Гонигова                        |
| 14 апреля   | Анталья, Турция $10,000 — Хард Турнир 2014                | Котоми Такахата Тина Техрани 6-1 6-3                         | Чжан Ин Чжэн Ушуан                     |
| 14 апреля   | Ираклион, Греция $10,000 — Хард Турнир 2014               | Пернилла Мендесова 6-2 6-2                                   | Мария Саккари                          |
| 14 апреля   | Ираклион, Греция $10,000 — Хард Турнир 2014               | Натела Дзаламидзе Валентини Грамматикопулу 6-7(6) 6-3 [10-5] | Деспина Папамихаил Мария Саккари       |
| 14 апреля   | Пула, Италия $10,000 — Грунт Турнир 2014                  | Андрея Миту 6-4 6-3                                          | Сара Соррибес Тормо                    |
| 14 апреля   | Пула, Италия $10,000 — Грунт Турнир 2014                  | Стефана Андрей Андрея Миту 7-6(5) 6-2                        | Одри Алби Манон Пераль                 |
| 14 апреля   | Шарм-эш-Шейх, Египет $10,000 — Хард Турнир 2014           | Нурия Паррисас-Диас 6-0 3-6 6-3                              | Елена-Теодора Кадар                    |
| 14 апреля   | Шарм-эш-Шейх, Египет $10,000 — Хард Турнир 2014           | Кэти Данн Анна Моргина 7-5 7-6(5)                            | Дун Сяожун Пиа Кёниг                   |
| 14 апреля   | Шымкент, Казахстан $10,000 — Грунт Турнир 2014            | Анастасия Рудакова 6-2 6-3                                   | Любовь Васильева                       |
| 14 апреля   | Шымкент, Казахстан $10,000 — Грунт Турнир 2014            | Диана Боголий Маргарита Лазарева 6-4 7-5                     | Анастасия Рудакова Любовь Васильева    |
| 14 апреля   | Карши, Узбекистан $25,000 — Хард Турнир 2014              | Тереза Смиткова 6-3 4-6 7-6(4)                               | Нигина Абдураимова                     |
| 14 апреля   | Карши, Узбекистан $25,000 — Хард Турнир 2014              | Альбина Хабибулина Анастасия Васильева 2-6 7-5 [10-4]        | Екатерина Бычкова Вероника Кудерметова |
| 14 апреля   | Dothan Pro Classic Дотан, США $50,000 — Грунт Турнир 2014 | Грейс Мин 6-3 6-1                                            | Виктория Дюваль                        |
| 14 апреля   | Dothan Pro Classic Дотан, США $50,000 — Грунт Турнир 2014 | Анетт Контавейт Илона Кремень 6-1 5-7 [10-5]                 | Шелби Роджерс Оливия Роговска          |

## Неделя 17
| Дата начала | Турнир                                                                               | Чемпионки (Счёт финала)                           | Финалистки                             |
| ----------- | ------------------------------------------------------------------------------------ | ------------------------------------------------- | -------------------------------------- |
| 21 апреля   | Анталья, Турция $10,000 — Хард Турнир 2014                                           | Элеанор Дин 5-1 — отказ                           | Лена Райхел                            |
| 21 апреля   | Анталья, Турция $10,000 — Хард Турнир 2014                                           | Виктория Родригес Марсела Сакариас 6-1 6-1        | Камила Фуэнтес Сабина Славикович       |
| 21 апреля   | Бангкок, Таиланд $10,000 — Хард Турнир 2014                                          | Юрина Косино 6-2 7-5                              | Эшлинг Самнер                          |
| 21 апреля   | Бангкок, Таиланд $10,000 — Хард Турнир 2014                                          | Юрина Косино Тихиро Нуномэ 6-4 6-2                | Аяка Окуно Эшлинг Самнер               |
| 21 апреля   | Ираклион, Греция $10,000 — Хард Турнир 2014                                          | Мария Саккари 6-1 1-6 6-3                         | Деспина Папамихаил                     |
| 21 апреля   | Ираклион, Греция $10,000 — Хард Турнир 2014                                          | Полина Лейкина Деспина Папамихаил 6-2 6-2         | Мари Бенуа Кимберли Циммерманн         |
| 21 апреля   | Пула, Италия $10,000 — Грунт Турнир 2014                                             | Елена Остапенко 6-2 7-5                           | Ивонн Кавалье Реймерс                  |
| 21 апреля   | Пула, Италия $10,000 — Грунт Турнир 2014                                             | Елена Остапенко Розали ван дер Хук 6-1 2-6 [10-6] | Ивонн Кавалье Реймерс Ольга Саес Ларра |
| 21 апреля   | Шарм-эш-Шейх, Египет $10,000 — Хард Турнир 2014                                      | Эми Ботелл 6-7(5) 6-0 7-6(6)                      | Кэти Боултер                           |
| 21 апреля   | Шарм-эш-Шейх, Египет $10,000 — Хард Турнир 2014                                      | Хэрриет Дарт Кэти Данн 6-4 6-4                    | Юка Мори Эден Сильва                   |
| 21 апреля   | Кьяссо, Швейцария $25,000 — Грунт Турнир 2014                                        | Луция Градецкая 6-3 7-6(4)                        | Тереза Мрдежа                          |
| 21 апреля   | Кьяссо, Швейцария $25,000 — Грунт Турнир 2014                                        | Кьяра Гримм Джил Белен Тайхманн 7-5 6-3           | Аличе Маттеуччи Камила Розателло       |
| 21 апреля   | Наманган, Узбекистан $25,000 — Хард Турнир 2014                                      | Наоми Броуди 6-3 6-4                              | Нигина Абдураимова                     |
| 21 апреля   | Наманган, Узбекистан $25,000 — Хард Турнир 2014                                      | Евгения Пашкова Анна Познихиренко 6-4 6-1         | Яна Бучина Андреа Гамис                |
| 21 апреля   | Наньнин, Китай $25,000 — Хард Турнир 2014                                            | Сюй Ифань 6-3 7-6(1)                              | Чжань Юнжань                           |
| 21 апреля   | Наньнин, Китай $25,000 — Хард Турнир 2014                                            | Хань Синьюнь Чжан Кайлинь 7-6(8) 7-6(3)           | Чжан Лин Чжэн Сайсай                   |
| 21 апреля   | Стамбул, Турция $50,000 — Хард Турнир 2014                                           | Дениса Аллертова 6-2 6-3                          | Юлия Бейгельзимер                      |
| 21 апреля   | Стамбул, Турция $50,000 — Хард Турнир 2014                                           | Петра Крейсова Тереза Смиткова 1-6 7-6(2) [11-9]  | Михаэлла Крайчек Александра Крунич     |
| 21 апреля   | Сеул, Южная Корея $50,000 — Хард Турнир 2014                                         | Мисаки Дои 6-1 7-6(3)                             | Миса Эгути                             |
| 21 апреля   | Сеул, Южная Корея $50,000 — Хард Турнир 2014                                         | Чжань Цзиньвэй Чжуан Цзяжун 6-4 6-3               | Ирэна Павлович Кристина Плишкова       |
| 21 апреля   | Boyd Tinsley Women's Clay Court Classic Шарлотсвилл, США $50,000 — Грунт Турнир 2014 | Тейлор Таунсенд 6-2 6-3                           | Монсеррат Гонсалес                     |
| 21 апреля   | Boyd Tinsley Women's Clay Court Classic Шарлотсвилл, США $50,000 — Грунт Турнир 2014 | Эйжа Мухаммад Тейлор Таунсенд 6-3 6-1             | Ирина Фалькони Мария Санчес            |

## Неделя 18
| Дата начала | Турнир                                                                               | Чемпионки (Счёт финала)                             | Финалистки                   |
| ----------- | ------------------------------------------------------------------------------------ | --------------------------------------------------- | ---------------------------- |
| 28 апреля   | Андижан, Узбекистан $10,000 — Хард Турнир 2014                                       | Полина Монова 6-2 6-2                               | Светлана Пироженко           |
| 28 апреля   | Андижан, Узбекистан $10,000 — Хард Турнир 2014                                       | Альбина Хабибулина Вероника Кудерметова 6-4 7-6(5)  | Полина Монова Яна Сизикова   |
| 28 апреля   | Анталья, Турция $10,000 — Хард Турнир 2014                                           | Анна Бондарь 6-3 6-2                                | Ольга Дорошина               |
| 28 апреля   | Анталья, Турция $10,000 — Хард Турнир 2014                                           | Виктория Родригес Марсела Сакариас 6-4 4-6 [10-5]   | Алёна Фомина Ли Бэйцзи       |
| 28 апреля   | Бангкок, Таиланд $10,000 — Хард Турнир 2014                                          | Митика Одзэки 6-4 6-3                               | Кёка Окамура                 |
| 28 апреля   | Бангкок, Таиланд $10,000 — Хард Турнир 2014                                          | Нунгнадда Ваннасук Варуня Вонгтинчай 1-6 6-3 [10-8] | Ли Хуачжэнь Швета Рана       |
| 28 апреля   | Пула, Италия $10,000 — Грунт Турнир 2014                                             | Елена Остапенко 4-6 7-6(1) 6-3                      | Аличе Балдуччи               |
| 28 апреля   | Пула, Италия $10,000 — Грунт Турнир 2014                                             | Диана Бузян Клаудиа Джовине 6-2 6-4                 | Мартина Карегаро Анна Флорис |
| 28 апреля   | Шарм-эш-Шейх, Египет $10,000 — Хард Турнир 2014                                      | Нина Стоянович 3-6 6-4 6-3                          | Кэти Боултер                 |
| 28 апреля   | Шарм-эш-Шейх, Египет $10,000 — Хард Турнир 2014                                      | Кэти Боултер Нина Стоянович 6-4 6-2                 | Дун Сяожун Пиа Кёниг         |
| 28 апреля   | Сеул, Южная Корея $15,000 — Хард Турнир 2014                                         | Катерина Ванькова 5-7 7-5 7-5                       | Ли Со Ра                     |
| 28 апреля   | Сеул, Южная Корея $15,000 — Хард Турнир 2014                                         | Лю Чан Тянь Жань 6-4 6-7(5) [10-6]                  | Хан На Рэ Ю Ми               |
| 28 апреля   | Висбаден, Германия $25,000 — Грунт Турнир 2014                                       | Екатерина Александрова 7-6(4) 4-6 6-3               | Тамира Пашек                 |
| 28 апреля   | Висбаден, Германия $25,000 — Грунт Турнир 2014                                       | Виктория Голубич Диана Марцинкевич 6-4 6-3          | Юлия Глушко Мэнди Минелла    |
| 28 апреля   | Аньнин, Китай $50,000 — Грунт Турнир 2014                                            | Чжэн Сайсай 6-2 6-3                                 | Йована Якшич                 |
| 28 апреля   | Аньнин, Китай $50,000 — Грунт Турнир 2014                                            | Хань Синьюнь Чжан Кайлинь 6-4 6-2                   | Варатчая Вонгтинчай Чжан Лин |
| 28 апреля   | Audi Melbourne Pro Tennis Classic Индиан-Харбор-Бич, США $50,000 — Грунт Турнир 2014 | Тейлор Таунсенд 6-1 6-1                             | Юлия Путинцева               |
| 28 апреля   | Audi Melbourne Pro Tennis Classic Индиан-Харбор-Бич, США $50,000 — Грунт Турнир 2014 | Эйжа Мухаммад Тейлор Таунсенд 6-2 6-1               | Джан Абаза Саназ Маранд      |
| 28 апреля   | Kangaroo Cup Гифу, Япония $75,000 — Хард Турнир 2014                                 | Тимея Бабош 6-1 6-2                                 | Екатерина Бычкова            |
| 28 апреля   | Kangaroo Cup Гифу, Япония $75,000 — Хард Турнир 2014                                 | Ярмила Гайдошова Арина Родионова 6-3 6-3            | Мисаки Дои Се Шуин           |

## Неделя 19
| Дата начала | Турнир                                                                                    | Чемпионки (Счёт финала)                           | Финалистки                                |
| ----------- | ----------------------------------------------------------------------------------------- | ------------------------------------------------- | ----------------------------------------- |
| 5 мая       | Анталья, Турция $10,000 — Хард Турнир 2014                                                | Марсела Сакариас 6-3 — отказ                      | Алёна Сотникова                           |
| 5 мая       | Анталья, Турция $10,000 — Хард Турнир 2014                                                | Виктория Родригес Марсела Сакариас 6-1 1-6 [10-4] | Алекса Гуарачи Кейт Тёрви                 |
| 5 мая       | Бангкок, Таиланд $10,000 — Хард Турнир 2014                                               | Сюнь Фанъин 6-3 6-4                               | Эмма Флуд                                 |
| 5 мая       | Бангкок, Таиланд $10,000 — Хард Турнир 2014                                               | Нунгнадда Ваннасук Варуня Вонгтинчай 6-2 7-5      | Кёка Окамура Хироно Ватанабэ              |
| 5 мая       | Бол, Хорватия $10,000 — Грунт Турнир 2014                                                 | Лара Михел 6-3 6-3                                | Адрияна Лекай                             |
| 5 мая       | Бол, Хорватия $10,000 — Грунт Турнир 2014                                                 | Пернилья Мендесова Патрича Мария Циг Без игры     |                                           |
| 5 мая       | Бостад, Швеция $10,000 — Грунт Турнир 2014                                                | Конни Перрен 7-5 6-1                              | Мария Саккари                             |
| 5 мая       | Бостад, Швеция $10,000 — Грунт Турнир 2014                                                | Ким-Алице Грайдек Мария Саккари 7-5 6-4           | Деа Хердзелас Конни Перрен                |
| 5 мая       | Пула, Италия $10,000 — Грунт Турнир 2014                                                  | Диана Бузян 6-2 6-7(7) 6-0                        | Глория Лян                                |
| 5 мая       | Пула, Италия $10,000 — Грунт Турнир 2014                                                  | Федерика Арчидякано Мартина Спигарелли 6-1 6-4    | Луиза Мария Хубер Наталья Седлиская       |
| 5 мая       | Хайдарабад, Индия $10,000 — Хард Турнир 2014                                              | Прартхана Тхомбаре 6-7(4) 6-4 6-3                 | Ришика Сункара                            |
| 5 мая       | Хайдарабад, Индия $10,000 — Хард Турнир 2014                                              | Шармада Балу Ришика Сункара 6-1 7-5               | Швета Рана Прартхана Тхомбаре             |
| 5 мая       | Шарм-эш-Шейх, Египет $10,000 — Хард Турнир 2014                                           | Кэти Боултер 4-6 6-4 7-5                          | Эден Сильва                               |
| 5 мая       | Шарм-эш-Шейх, Египет $10,000 — Хард Турнир 2014                                           | Кэти Боултер Нина Стоянович 6-2 6-3               | Екатерина Клюева София Смагина            |
| 5 мая       | Инчхон, Южная Корея $25,000 — Хард Турнир 2014                                            | Сусанна Селик 4-6 6-3 6-4                         | Хань Синьюнь                              |
| 5 мая       | Инчхон, Южная Корея $25,000 — Хард Турнир 2014                                            | Хан На Рэ Ю Ми 6-1 6-1                            | Ноппаван Летчивакан Мелис Сезер           |
| 5 мая       | Роли, США $25,000 — Грунт Турнир 2014                                                     | Хейди Эль Табах 6-3 6-4                           | Мария Санчес                              |
| 5 мая       | Роли, США $25,000 — Грунт Турнир 2014                                                     | Сюй Цзеюй Александра Мюллер 6-3 6-3               | Даниэлла Лао Кэри Вонг                    |
| 5 мая       | Тунис, Тунис $25,000 — Грунт Турнир 2014                                                  | Унс Джабир 6-3 7-6(4)                             | Валерия Савиных                           |
| 5 мая       | Тунис, Тунис $25,000 — Грунт Турнир 2014                                                  | Андреа Гамис Валерия Савиных 6-4 6-1              | Беатрис Гарсия-Видагани Марина Мельникова |
| 5 мая       | Кубок Фукуоки Фукуока, Япония $50,000 — Трава Турнир 2014                                 | Наоми Броуди 5-7 6-3 6-4                          | Кристина Плишкова                         |
| 5 мая       | Кубок Фукуоки Фукуока, Япония $50,000 — Трава Турнир 2014                                 | Сюко Аояма Эри Ходзуми 6-3 6-4                    | Наоми Броуди Элени Данилиду               |
| 5 мая       | Empire Slovak Open Трнава, Словакия $75,000 — Грунт Турнир 2014                           | Анна Каролина Шмидлова 6-4 6-2                    | Барбора Заглавова-Стрыцова                |
| 5 мая       | Empire Slovak Open Трнава, Словакия $75,000 — Грунт Турнир 2014                           | Штефани Фогт Чжэн Сайсай 6-4 6-2                  | Маргарита Гаспарян Евгения Родина         |
| 5 мая       | Open de Cagnes-sur-Mer Alpes-Maritimes Кань-сюр-Мер, Франция $100,000 — Грунт Турнир 2014 | Шэрон Фичмен 6-2 6-2                              | Тимея Бачински                            |
| 5 мая       | Open de Cagnes-sur-Mer Alpes-Maritimes Кань-сюр-Мер, Франция $100,000 — Грунт Турнир 2014 | Кики Бертенс Юханна Ларссон 7-6(4) 6-4            | Татьяна Буа Даниэла Сегель                |

## Неделя 20
| Дата начала | Турнир                                                                             | Чемпионки (Счёт финала)                                       | Финалистки                                |
| ----------- | ---------------------------------------------------------------------------------- | ------------------------------------------------------------- | ----------------------------------------- |
| 12 мая      | Акко, Израиль $10,000 — Хард Турнир 2014                                           | Анастасия Прибылова 6-2 6-4                                   | Сарай Стеренбах                           |
| 12 мая      | Акко, Израиль $10,000 — Хард Турнир 2014                                           | Сарай Стеренбах Таля Зандберг 6-4 6-3                         | Михаэла Фрлицкая Маргарита Лазарева       |
| 12 мая      | Анталья, Турция $10,000 — Хард Турнир 2014                                         | Осеан Додан 4-6 6-4 6-3                                       | Алекса Гуарачи                            |
| 12 мая      | Анталья, Турция $10,000 — Хард Турнир 2014                                         | Алекса Гуарачи Кейт Тёрви 6-3 7-6(8)                          | Барбара Бонич Химена Эрмосо               |
| 12 мая      | Бостад, Швеция $10,000 — Грунт Турнир 2014                                         | Мария Саккари 7-5 6-2                                         | Каролина Даниэльс                         |
| 12 мая      | Бостад, Швеция $10,000 — Грунт Турнир 2014                                         | Каролина Даниэльс Ольга Янчук 6-4 6-3                         | Анна Смолина Любовь Васильева             |
| 12 мая      | Бол, Хорватия $10,000 — Грунт Турнир 2014                                          | Лара Михел 6-4 6-3                                            | Виктория Томова                           |
| 12 мая      | Бол, Хорватия $10,000 — Грунт Турнир 2014                                          | Эма Микульчич Виктория Томова 6-3 6-1                         | Жюстин де Суттер Моника Зюр               |
| 12 мая      | Зелёна-Гура, Польша $10,000 — Грунт Турнир 2014                                    | Натела Дзаламидзе 7-6(5) 6-4                                  | Юстина Оцга                               |
| 12 мая      | Зелёна-Гура, Польша $10,000 — Грунт Турнир 2014                                    | Натела Дзаламидзе Наталья Седлиская 6-4 6-1                   | Ана Бьянка Михайла Светлана Пироженко     |
| 12 мая      | Турнир Кончиты Мартинес Монсон, Испания $10,000 — Хард Турнир 2014                 | Янина Толян 6-3 5-7 6-0                                       | Мария Хосе Луке Морено                    |
| 12 мая      | Турнир Кончиты Мартинес Монсон, Испания $10,000 — Хард Турнир 2014                 | Ариадна Марти Рьембау Марта Сексимило Паскуаль 4-6 6-4 [10-5] | Джулия Суссарелло Янина Толян             |
| 12 мая      | Пула, Италия $10,000 — Грунт Турнир 2014                                           | Юлиана Лисарасо 6-2 6-1                                       | Тесс Сюно                                 |
| 12 мая      | Пула, Италия $10,000 — Грунт Турнир 2014                                           | Юлиана Лисарасо Аличе Маттеуччи 6-1 7-5                       | Карла Лусеро Франческа Сегарелли          |
| 12 мая      | Сус, Тунис $10,000 — Хард Турнир 2014                                              | Ана София Санчес 6-1 6-2                                      | Нурия Паррисас-Диас                       |
| 12 мая      | Сус, Тунис $10,000 — Хард Турнир 2014                                              | Шанталь Шкамлова Августа Цыбышева 6-3 6-2                     | Ольга Паррес Аскойтия Нурия Паррисас-Диас |
| 12 мая      | Шарм-эш-Шейх, Египет $10,000 — Хард Турнир 2014                                    | Полина Лейкина 6-2 2-6 6-2                                    | Нина Стоянович                            |
| 12 мая      | Шарм-эш-Шейх, Египет $10,000 — Хард Турнир 2014                                    | Лиза Сабино Нина Стоянович 6-3 4-6 [10-3]                     | Люси Браун Полина Лейкина                 |
| 12 мая      | Kurume Best Amenity Cup Куруме, Япония $50,000 — Трава Турнир 2014                 | Ван Цян 6-3 6-1                                               | Эри Ходзуми                               |
| 12 мая      | Kurume Best Amenity Cup Куруме, Япония $50,000 — Трава Турнир 2014                 | Ярмила Гайдошова Арина Родионова 6-4 6-2                      | Дзюнри Намигата Акико Ёнэмура             |
| 12 мая      | Open Saint-Gaudens Midi Pyrénées Сен-Годенс, Франция $50,000+H — Грунт Турнир 2014 | Данка Ковинич 6-1 6-2                                         | Полин Пармантье                           |
| 12 мая      | Open Saint-Gaudens Midi Pyrénées Сен-Годенс, Франция $50,000+H — Грунт Турнир 2014 | Вероника Сепеде Роиг Мария Иригойен 7-5 6-3                   | Шэрон Фичмен Йоханна Конта                |
| 12 мая      | Sparta Prague Open Прага, Чехия $100,000+Н — Грунт Турнир 2014                     | Хезер Уотсон 7-6(5) 6-0                                       | Анна Каролина Шмидлова                    |
| 12 мая      | Sparta Prague Open Прага, Чехия $100,000+Н — Грунт Турнир 2014                     | Луция Градецкая Михаэлла Крайчек 6-3 6-2                      | Андреа Главачкова Луция Шафаржова         |

## Неделя 21
| Дата начала | Турнир                                          | Чемпионки (Счёт финала)                            | Финалистки                          |
| ----------- | ----------------------------------------------- | -------------------------------------------------- | ----------------------------------- |
| 19 мая      | Анталья, Турция $10,000 — Хард Турнир 2014      | Янина Толян 6-7(5) 6-4 6-4                         | Даяна Негряну                       |
| 19 мая      | Анталья, Турция $10,000 — Хард Турнир 2014      | Анита Гусарич Франческа Палмиджано Без игры        | Химена Эрмосо Даяна Негряну         |
| 19 мая      | Бол, Хорватия $10,000 — Грунт Турнир 2014       | Патрича Мария Циг 6-2 7-5                          | Тена Лукас                          |
| 19 мая      | Бол, Хорватия $10,000 — Грунт Турнир 2014       | Эмма Лайне Евгения Пашкова 6-4 6-0                 | Ольга Янчук Кристина Шаховец        |
| 19 мая      | Веленье, Словения $10,000 — Грунт Турнир 2014   | Тамара Зиданшек 4-6 6-2 6-3                        | Барбара Хаас                        |
| 19 мая      | Веленье, Словения $10,000 — Грунт Турнир 2014   | Ленка Кунчикова Каролина Стухлая 7-5 6-1           | Мартина Кубичикова Тереза Маликова  |
| 19 мая      | Казерта, Италия $10,000 — Грунт Турнир 2014     | Изабелла Шиникова 4-6 6-3 6-4                      | Марианна Закарлюк                   |
| 19 мая      | Казерта, Италия $10,000 — Грунт Турнир 2014     | Саманта Харрис Салли Пирс 6-3 7-6(6)               | Екатерина Горгодзе София Квацабая   |
| 19 мая      | Рамла, Израиль $10,000 — Хард Турнир 2014       | Барбора Штефкова 6-1 6-3                           | Маргарита Лазарева                  |
| 19 мая      | Рамла, Израиль $10,000 — Хард Турнир 2014       | Маргарита Лазарева Барбора Штефкова 6-2 3-6 [11-9] | София Дмитриева Александра Морозова |
| 19 мая      | Самтер, США $10,000 — Хард Турнир 2014          | Брук Остин 7-6(5) 2-6 6-1                          | Надя Гилчрист                       |
| 19 мая      | Самтер, США $10,000 — Хард Турнир 2014          | Софи Чанг Энди Даниэль 6-1 6-3                     | Соня Молнар Кейтлин Хуриски         |
| 19 мая      | Сус, Тунис $10,000 — Хард Турнир 2014           | Шанталь Шкамлова 7-6(3) 4-6 6-4                    | Лу Брюло                            |
| 19 мая      | Сус, Тунис $10,000 — Хард Турнир 2014           | Александра Нанкэрроу Ольга Паррес-Аскойтия 6-4 6-2 | Ана София Санчес Шанталь Шкамлова   |
| 19 мая      | Шарм-эш-Шейх, Египет $10,000 — Хард Турнир 2014 | Анастасия Саитова 6-3 6-2                          | Юрико Миядзаки                      |
| 19 мая      | Шарм-эш-Шейх, Египет $10,000 — Хард Турнир 2014 | Елена-Теодора Кадар Анна Моргина 3-6 6-2 [10-5]    | Диана Боголий Нидхи Чилумула        |
| 19 мая      | Каруидзава, Япония $25,000 — Трава Турнир 2014  | Чан Су Джон 6-3 6-4                                | Арина Родионова                     |
| 19 мая      | Каруидзава, Япония $25,000 — Трава Турнир 2014  | Дзюнри Намигата Акико Ёнэмура 6-2 7-5              | Канаэ Хисами Тьяки Окадауэ          |
| 19 мая      | Тяньцзинь, Китай $25,000 — Хард Турнир 2014     | Ван Цян 6-3 6-2                                    | Чжу Линь                            |
| 19 мая      | Тяньцзинь, Китай $25,000 — Хард Турнир 2014     | Лю Чан Тянь Жань 6-1 7-5                           | Фатма Аль Набхани Анкита Райна      |

## Неделя 22
| Дата начала | Турнир                                            | Чемпионки (Счёт финала)                               | Финалистки                                 |
| ----------- | ------------------------------------------------- | ----------------------------------------------------- | ------------------------------------------ |
| 26 мая      | Бол, Хорватия $10,000 — Грунт Турнир 2014         | Надя Подорошка 6-1 6-7(6) 6-1                         | Бьянка Ботто                               |
| 26 мая      | Бол, Хорватия $10,000 — Грунт Турнир 2014         | Бьянка Ботто Эмма Лайне 6-3 6-3                       | Ленка Кунчикова Каролина Стухлая           |
| 26 мая      | Нетания, Израиль $10,000 — Хард Турнир 2014       | Барбора Штефкова 7-6(4) 6-3                           | Сарай Стеренбах                            |
| 26 мая      | Нетания, Израиль $10,000 — Хард Турнир 2014       | Пиа Кёниг Барбора Штефкова 6-3 6-2                    | Мариам Болкадзе Анастасия Прибылова        |
| 26 мая      | Сан-сити, ЮАР $10,000 — Хард Турнир 2014          | Мишель Саммонс 2-6 7-5 6-4                            | Наташа Фуруклас                            |
| 26 мая      | Сан-сити, ЮАР $10,000 — Хард Турнир 2014          | Мишель Саммонс Шанель Симмондс 7-5 6-3                | Илзе Хаттинг Мадри ле Ру                   |
| 26 мая      | Сибиу, Румыния $10,000 — Грунт Турнир 2014        | Патрича Мария Циг 6-2 6-4                             | Николета Даскэлу                           |
| 26 мая      | Сибиу, Румыния $10,000 — Грунт Турнир 2014        | Камелия-Елена Христя Оана Джорджета Симьон 7-6(2) 6-1 | Ралука Шербан Вендула Зовинцова            |
| 26 мая      | Сус, Тунис $10,000 — Хард Турнир 2014             | Ана София Санчес 6-3 6-1                              | Лина Джёрческа                             |
| 26 мая      | Сус, Тунис $10,000 — Хард Турнир 2014             | Лу Брюло Бранди Мина 6-2 2-6 [10-6]                   | Александра Нанкэрроу Ольга Паррес Аскойтия |
| 26 мая      | Тарсус, Турция $10,000 — Грунт Турнир 2014        | Анастасия Пивоварова 6-1 6-2                          | Мелис Сезер                                |
| 26 мая      | Тарсус, Турция $10,000 — Грунт Турнир 2014        | Анита Гусарич Кимберли Циммерманн 6-4 6-2             | Анастасия Пивоварова Мелис Сезер           |
| 26 мая      | Хилтон-Хед-Айленд, США $10,000 — Хард Турнир 2014 | Кейтлин Хуриски 6-3 7-6(5)                            | Элизе Мертенс                              |
| 26 мая      | Хилтон-Хед-Айленд, США $10,000 — Хард Турнир 2014 | Соня Молнар Кейтлин Хуриски 6-3 6-4                   | Лорен Альбанезе Макол Харкинс              |
| 26 мая      | Шарм-эш-Шейх, Египет $10,000 — Хард Турнир 2014   | Сусанна Селик 6-1 6-2                                 | Ола Абу Зекри                              |
| 26 мая      | Шарм-эш-Шейх, Египет $10,000 — Хард Турнир 2014   | Сусанна Селик Элени Кордалаими 6-1 7-6(2)             | Сабрина Бамбурак Арабела Фернандес Рабенер |
| 26 мая      | Баликпапан, Индонезия $25,000 — Хард Турнир 2014  | Чжу Линь 7-5 2-6 6-3                                  | Анкита Райна                               |
| 26 мая      | Баликпапан, Индонезия $25,000 — Хард Турнир 2014  | Митика Одзэки Пеангтарн Плипыч 6-3 4-6 [10-7]         | Варатчая Вонгтинчай Варуня Вонгтинчай      |
| 26 мая      | Бухара, Узбекистан $25,000 — Хард Турнир 2014     | Акгуль Аманмурадова 6-3 7-5                           | Вероника Капшай                            |
| 26 мая      | Бухара, Узбекистан $25,000 — Хард Турнир 2014     | Вероника Капшай Сабина Шарипова 6-4 6-4               | Нигина Абдураимова Акгуль Аманмурадова     |
| 26 мая      | Градо, Италия $25,000 — Грунт Турнир 2014         | Джоя Барбьери 6-4 4-6 6-4                             | Катерина Козлова                           |
| 26 мая      | Градо, Италия $25,000 — Грунт Турнир 2014         | Вероника Сепеде Роиг Штефани Фогт 6-4 6-2             | Лара Арруабаррена Флоренсия Молинеро       |
| 26 мая      | Марибор, Словения $25,000 — Грунт Турнир 2014     | Катерина Синякова 6-1 7-5                             | Ивонн Нойвирт                              |
| 26 мая      | Марибор, Словения $25,000 — Грунт Турнир 2014     | Барбора Крейчикова Катерина Синякова 6-0 6-1          | Синди Бургер Даниэла Сегель                |
| 26 мая      | Москва, Россия $25,000 — Грунт Турнир 2014        | Анастасия Васильева 7-5 6-4                           | Виталия Дьяченко                           |
| 26 мая      | Москва, Россия $25,000 — Грунт Турнир 2014        | Анна Данилина Ксения Кнолль 6-3 6-2                   | Екатерина Бычкова Евгения Родина           |
| 26 мая      | Чжэнчжоу, Китай $25,000 — Хард Турнир 2014        | Чжан Кайлинь 7-5 6-4                                  | Сюй Ифань                                  |
| 26 мая      | Чжэнчжоу, Китай $25,000 — Хард Турнир 2014        | Чжань Цзиньвэй Лян Чэнь 6-3 6-3                       | Хань Синьюнь Чжан Кайлинь                  |
| 26 мая      | Чханвон, Южная Корея $25,000 — Хард Турнир 2014   | Хон Хён Хи 2-6 6-4 6-3                                | Дзюнри Намигата                            |
| 26 мая      | Чханвон, Южная Корея $25,000 — Хард Турнир 2014   | Чжуан Цзяжун Дзюнри Намигата 7-6(5) 6-0               | Ким Со Джон Ли Йе Ра                       |

## Неделя 23
| Дата начала | Турнир                                                                   | Чемпионки (Счёт финала)                              | Финалистки                                    |
| ----------- | ------------------------------------------------------------------------ | ---------------------------------------------------- | --------------------------------------------- |
| 2 июня      | Адана, Турция $10,000 — Грунт Турнир 2014                                | Ипек Сойлу 4-6 6-1 6-2                               | Башак Эрайдын                                 |
| 2 июня      | Адана, Турция $10,000 — Грунт Турнир 2014                                | Башак Эрайдын Ипек Сойлу 6-3 6-1                     | Алёна Фомина Екатерина Циклаури               |
| 2 июня      | Бол, Хорватия $10,000 — Грунт Турнир 2014                                | Бьянка Ботто 6-1 6-2                                 | Тена Лукаш                                    |
| 2 июня      | Бол, Хорватия $10,000 — Грунт Турнир 2014                                | Ленка Кунчикова Каролина Стухлая 0-6 6-1 [10-8]      | Ольга Янчук Кристина Шаховец                  |
| 2 июня      | Будапешт, Венгрия $10,000 — Грунт Турнир 2014                            | Пернилья Мендесова 6-0 2-6 6-2                       | София Бланко                                  |
| 2 июня      | Будапешт, Венгрия $10,000 — Грунт Турнир 2014                            | София Бланко Адриана Лекай 7-6(5) 6-3                | Зузана Лукнарова Евгения Пашкова              |
| 2 июня      | Казань, Россия $10,000 — Грунт Турнир 2014                               | Алёна Тарасова 6-1 7-6(3)                            | Полина Монова                                 |
| 2 июня      | Казань, Россия $10,000 — Грунт Турнир 2014                               | Маргарита Лазарева Лидия Морозова 6-1 0-6 [10-6]     | Полина Новосёлова София Смагина               |
| 2 июня      | Мадрид, Испания $10,000 — Грунт(i) Турнир 2014                           | Ольга Саес Ларра 6-4 3-6 7-5                         | Лусия Сервера-Васкес                          |
| 2 июня      | Мадрид, Испания $10,000 — Грунт(i) Турнир 2014                           | Сильвия Гарсия Хименес Ольга Саес Ларра 6-4 6-3      | Ивонн Кавалье Реймерс Лусия Сервера-Васкес    |
| 2 июня      | Пачука-де-Сото, Мексика $10,000 — Хард Турнир 2014                       | Каролина Бетанкур 5-3 — отказ                        | Фернанда Брито                                |
| 2 июня      | Пачука-де-Сото, Мексика $10,000 — Хард Турнир 2014                       | Вера Алещева Аяка Окуно 7-6(5) 3-6 [10-7]            | Джованна Манифачо Ядира Рубио                 |
| 2 июня      | Сан-Сити, ЮАР $10,000 — Хард Турнир 2014                                 | Илзе Хаттинг 6-1 6-3                                 | Клотильда де Бернарди                         |
| 2 июня      | Сан-Сити, ЮАР $10,000 — Хард Турнир 2014                                 | Агата Бараньская Стефани Кент Без игры               | Илзе Хаттинг Мадри ле Ру                      |
| 2 июня      | Таракан, Индонезия $10,000 — Хард(i) Турнир 2014                         | Чжу Линь 4-6 6-0 6-2                                 | Ван Янь                                       |
| 2 июня      | Таракан, Индонезия $10,000 — Хард(i) Турнир 2014                         | Варатчая Вонгтинчай Варуня Вонгтинчай 5-7 6-4 [11-9] | Беатрис Гумуля Джесси Ромпис                  |
| 2 июня      | Токио, Япония $10,000 — Хард Турнир 2014                                 | Мана Аюкава 2-6 6-0 6-3                              | Мияби Иноуэ                                   |
| 2 июня      | Токио, Япония $10,000 — Хард Турнир 2014                                 | Мана Аюкава Макото Ниномия 3-6 6-4 [10-4]            | Юрина Косино Акико Омаэ                       |
| 2 июня      | Шарм-эш-Шейх, Египет $10,000 — Хард Турнир 2014                          | Елена-Теодора Кадар 6-3 6-3                          | Эми Ботелл                                    |
| 2 июня      | Шарм-эш-Шейх, Египет $10,000 — Хард Турнир 2014                          | Сусанна Селик Элени Кордалаими 7-5 6-2               | Елена-Теодора Кадар Арабела Фернандес Рабенер |
| 2 июня      | Кампус-ду-Жордау, Бразилия $15,000 — Хард Турнир 2014                    | Лаура Пигосси 4-6 6-1 7-6(2)                         | Виктория Босио                                |
| 2 июня      | Кампус-ду-Жордау, Бразилия $15,000 — Хард Турнир 2014                    | Лаура Пигосси Наталья Росси 6-4 6-2                  | Виктория Босио Ана-Клара Дуарте               |
| 2 июня      | Сараево, Босния и Герцеговина $15,000 — Грунт Турнир 2014                | Виктория Томова 6-4 6-3                              | Элеанор Дин                                   |
| 2 июня      | Сараево, Босния и Герцеговина $15,000 — Грунт Турнир 2014                | Барбора Крейчикова Виктория Томова 7-6(3) 6-2        | Каролина Даниэльс Мелис Сезер                 |
| 2 июня      | Брешиа, Италия $25,000 — Грунт Турнир 2014                               | Александра Саснович 6-4 6-1                          | Рената Ворачова                               |
| 2 июня      | Брешиа, Италия $25,000 — Грунт Турнир 2014                               | Саназ Маранд Флоренсия Молинеро 6-4 4-6 [10-8]       | Луиза Чирико Эйжа Мухаммад                    |
| 2 июня      | Ла-Марса, Тунис $25,000 — Грунт Турнир 2014                              | Андреа Гамис 3-6 6-0 6-4                             | Тереза Мрдежа                                 |
| 2 июня      | Ла-Марса, Тунис $25,000 — Грунт Турнир 2014                              | Андреа Гамис Валерия Савиных 1-6 7-6(6) [11-9]       | Ксения Кнолль Пемра Озген                     |
| 2 июня      | Эль-Пасо, США $25,000 — Хард Турнир 2014                                 | Элизе Мертенс 6-1 3-6 6-4                            | Эшли Вейнхольд                                |
| 2 июня      | Эль-Пасо, США $25,000 — Хард Турнир 2014                                 | Джейми Лёб Эшли Вейнхольд 4-6 6-4 [15-13]            | Сюй Цзеюй Даниэлла Лао                        |
| 2 июня      | AEGON Trophy Ноттингем, Великобритания $75,000 — Трава Турнир 2014       | Кристина Плишкова 6-2 3-6 6-4                        | Зарина Дияс                                   |
| 2 июня      | AEGON Trophy Ноттингем, Великобритания $75,000 — Трава Турнир 2014       | Джоселин Рэй Анна Смит 7-6(5) 4-6 [10-5]             | Шэрон Фичмен Мария Санчес                     |
| 2 июня      | Открытый чемпионат Марселя Марсель, Франция $100,000 — Грунт Турнир 2014 | Александра Дулгеру 6-3 7-5                           | Юханна Ларссон                                |
| 2 июня      | Открытый чемпионат Марселя Марсель, Франция $100,000 — Грунт Турнир 2014 | Лурдес Домингес Лино Беатрис Гарсия-Видагани 6-1 6-2 | Юлия Бейгельзимер Ольга Савчук                |

## Неделя 24
| Дата начала | Турнир                                                                           | Чемпионки (Счёт финала)                                    | Финалистки                                           |
| ----------- | -------------------------------------------------------------------------------- | ---------------------------------------------------------- | ---------------------------------------------------- |
| 9 июня      | Адана, Турция $10,000 — Грунт Турнир 2014                                        | Эльке Лемменс 3-6 6-1 6-1                                  | Юлия Стаматова                                       |
| 9 июня      | Адана, Турция $10,000 — Грунт Турнир 2014                                        | Эльке Лемменс Анетта Мунозова 6-4 6-3                      | Ина Кауфингер Любослава Перухова                     |
| 9 июня      | Амстелвен, Нидерланды $10,000 — Грунт Турнир 2014                                | Кверина Лемойне 2-6 6-4 6-2                                | Бернарда Пера                                        |
| 9 июня      | Амстелвен, Нидерланды $10,000 — Грунт Турнир 2014                                | Бернарда Пера Виктория Томова 6-0 2-1 — отказ              | Татьяна Буа Беатрис Хаддад Майя                      |
| 9 июня      | Баня-Лука, Босния и Герцеговина $10,000 — Грунт Турнир 2014                      | Барбора Штефкова 6-2 6-2                                   | Даяна Негряну                                        |
| 9 июня      | Баня-Лука, Босния и Герцеговина $10,000 — Грунт Турнир 2014                      | Габриэла Пантучкова Барбора Штефкова Без игры              | Анита Гусарич Даяна Негряну                          |
| 9 июня      | Бол, Хорватия $10,000 — Грунт Турнир 2014                                        | Надя Подорошка 6-3 2-6 6-2                                 | Ольга Янчук                                          |
| 9 июня      | Бол, Хорватия $10,000 — Грунт Турнир 2014                                        | Ленка Кунчикова Каролина Стухлая 6-0 6-4                   | Саманта Харрис Салли Пирс                            |
| 9 июня      | Вилья-дель-Дике, Аргентина $10,000 — Грунт Турнир 2014                           | Джульета Лара Эстабле 6-3 3-6 6-4                          | Даниэла Фарфан                                       |
| 9 июня      | Вилья-дель-Дике, Аргентина $10,000 — Грунт Турнир 2014                           | Каролина Мелигени Родригес Алвес Констанса Вега 7-6(4) 6-2 | Натали Курата Наталья Росси                          |
| 9 июня      | Касива, Япония $10,000 — Хард Турнир 2014                                        | Рико Саваянаги 6-4 7-6(5)                                  | Дзюнри Намигата                                      |
| 9 июня      | Касива, Япония $10,000 — Хард Турнир 2014                                        | Юки Кристина Тянг Аки Ямасото 5-7 6-1 [10-5]               | Макото Ниномия Юки Танака                            |
| 9 июня      | Коацакоалькос, Мексика $10,000 — Хард Турнир 2014                                | Марсела Сакариас 6-3 7-6(3)                                | Химена Эрмосо                                        |
| 9 июня      | Коацакоалькос, Мексика $10,000 — Хард Турнир 2014                                | Камила Фуэнтес Марсела Сакариас 6-2 6-2                    | Мария Паулина Перес-Гарсия Паула Андреа Перес-Гарсия |
| 9 июня      | Мадрид, Испания $10,000 — Грунт Турнир 2014                                      | Лусия Сервера-Васкес 7-6(5) 6-3                            | Ольга Саес Ларра                                     |
| 9 июня      | Мадрид, Испания $10,000 — Грунт Турнир 2014                                      | Ивонн Кавалье Реймерс Лусия Сервера-Васкес 6-2 4-6 [10-5]  | Шарлотта Рёмер Ольга Саес Ларра                      |
| 9 июня      | Минск, Беларусь $10,000 — Грунт Турнир 2014                                      | Хлоэ Паке 6-2 6-4                                          | Лидия Морозова                                       |
| 9 июня      | Минск, Беларусь $10,000 — Грунт Турнир 2014                                      | Лидия Морозова Светлана Пироженко 6-1 6-3                  | Анна Смолина Любовь Васильева                        |
| 9 июня      | Сан-Сити, ЮАР $10,000 — Хард Турнир 2014                                         | Шанель Симмондс 6-2 6-2                                    | Мадри ле Ру                                          |
| 9 июня      | Сан-Сити, ЮАР $10,000 — Хард Турнир 2014                                         | Мишель Саммонс Шанель Симмондс 6-3 6-3                     | Илзе Хаттинг Мадри ле Ру                             |
| 9 июня      | Суракарта, Индонезия $10,000 — Хард Турнир 2014                                  | Чжу Линь 6-0 6-0                                           | Лавиния Тананта                                      |
| 9 июня      | Суракарта, Индонезия $10,000 — Хард Турнир 2014                                  | Надя Равита Алдила Сутджилади 6-2 7-6(3)                   | Беатрис Гумуля Джесси Ромпис                         |
| 9 июня      | Шарм-эш-Шейх, Египет $10,000 — Хард Турнир 2014                                  | Елена-Теодора Кадар 6-4 6-4                                | Анна Моргина                                         |
| 9 июня      | Шарм-эш-Шейх, Египет $10,000 — Хард Турнир 2014                                  | Анна Моргина Каролин Роде-Моэ 6-3 7-5                      | Елена-Теодора Кадар Арабела Фернандес Рабенер        |
| 9 июня      | Будапешт, Венгрия $25,000 — Грунт Турнир 2014                                    | Дениса Аллертова 7-6(6) 7-6(3)                             | Адрияна Лекай                                        |
| 9 июня      | Будапешт, Венгрия $25,000 — Грунт Турнир 2014                                    | Река-Луца Яни Ирина Хромачёва 7-5 6-4                      | Далила Якупович Катерина Крамперова                  |
| 9 июня      | Падуя, Италия $25,000 — Грунт Турнир 2014                                        | Луиза Чирико 6-2 1-6 7-6(3)                                | Паула Кристина Гонсалвес                             |
| 9 июня      | Падуя, Италия $25,000 — Грунт Турнир 2014                                        | Джоя Барбьери София Шапатава 6-4 0-6 [14-12]               | Паула Кристина Гонсалвес Флоренсия Молинеро          |
| 9 июня      | Фергана, Узбекистан $25,000 — Хард Турнир 2014                                   | Нигина Абдураимова 6-3 6-4                                 | Нао Хибино                                           |
| 9 июня      | Фергана, Узбекистан $25,000 — Хард Турнир 2014                                   | Хироко Кувата Мари Танака 6-1 6-4                          | Нао Хибино Прартхана Тхомбаре                        |
| 9 июня      | Эссен, Германия $25,000 — Грунт Турнир 2014                                      | Мэнди Минелла 6-2 4-6 6-3                                  | Ришел Хогенкамп                                      |
| 9 июня      | Эссен, Германия $25,000 — Грунт Турнир 2014                                      | Кристина Барруа Татьяна Мария 6-2 6-2                      | Исалин Бонавентюре Елица Костова                     |
| 9 июня      | AEGON Nottingham Challenge Ноттингем, Великобритания $50,000 — Трава Турнир 2014 | Ярмила Гайдошова 6-2 6-2                                   | Тимея Бачински                                       |
| 9 июня      | AEGON Nottingham Challenge Ноттингем, Великобритания $50,000 — Трава Турнир 2014 | Ярмила Гайдошова Арина Родионова 7-6(0) 6-1                | Вероника Сепеде Роиг Штефани Фогт                    |

## Неделя 25
| Дата начала | Турнир                                                                               | Чемпионки (Счёт финала)                                | Финалистки                           |
| ----------- | ------------------------------------------------------------------------------------ | ------------------------------------------------------ | ------------------------------------ |
| 16 июня     | Алкмар, Нидерланды $10,000 — Грунт Турнир 2014                                       | Катрин Шантрен 3-6 6-4 6-4                             | Тамара Корпач                        |
| 16 июня     | Алкмар, Нидерланды $10,000 — Грунт Турнир 2014                                       | Беатрис Хаддад Майя Бернарда Пера 6-1 1-6 [10-5]       | Шарлотта ван дер Мей Мэнди Вагемакер |
| 16 июня     | Астана, Казахстан $10,000 — Хард Турнир 2014                                         | София Квацабая 0-6 6-1 6-2                             | Анастасия Прибылова                  |
| 16 июня     | Астана, Казахстан $10,000 — Хард Турнир 2014                                         | София Квацабая Ана Веселинович 7-6(5) 7-6(3)           | Альбина Хабибулина Екатерина Клюева  |
| 16 июня     | Бетани-Бич, США $10,000 — Грунт Турнир 2014                                          | Катерина Стюарт 6-0 6-3                                | Джози Кульман                        |
| 16 июня     | Бетани-Бич, США $10,000 — Грунт Турнир 2014                                          | Лена Литвак Александра Мюллер 6-4 6-1                  | Рима Асатриан Катерина Стюарт        |
| 16 июня     | Виктория, Канада $10,000 — Хард(i) Турнир 2014                                       | Соня Молнар 6-4 7-5                                    | Тори Кинард                          |
| 16 июня     | Виктория, Канада $10,000 — Хард(i) Турнир 2014                                       | Аян Брумфилд Мария Патраску 5-7 6-4 [10-8]             | Кристина Блайкевич Венди Цивэнь Чжан |
| 16 июня     | Вилья-Мария, Аргентина $10,000 — Грунт Турнир 2014                                   | София Луини 6-4 6-1                                    | Карла Лусеро                         |
| 16 июня     | Вилья-Мария, Аргентина $10,000 — Грунт Турнир 2014                                   | София Луини Ана Мадкур 6-2 4-6 [10-7]                  | Ингрид Гамарра Мартинс Эдуарда Пиай  |
| 16 июня     | Галац, Румыния $10,000 — Грунт Турнир 2014                                           | Елена Богдан 6-3 6-1                                   | Оана Джорджета Симон                 |
| 16 июня     | Галац, Румыния $10,000 — Грунт Турнир 2014                                           | Камелия-Елена Христя Патрича Мария Циг 6-3 6-1         | Марина Колб Надежда Колб             |
| 16 июня     | Кимчхон, Южная Корея $10,000 — Хард Турнир 2014                                      | Ли Йе Ра 6-2 6-2                                       | Чхве Джихи                           |
| 16 июня     | Кимчхон, Южная Корея $10,000 — Хард Турнир 2014                                      | Ким Со Джон Ли Йе Ра 6-3 6-1                           | Чхве Джихи Ли Хъе Мин                |
| 16 июня     | Кинтана-Роо, Мексика $10,000 — Хард Турнир 2014                                      | Виктория Родригес 4-6 6-2 6-4                          | Ана София Санчес                     |
| 16 июня     | Кинтана-Роо, Мексика $10,000 — Хард Турнир 2014                                      | Анамика Бхаргава Элли Уилл 6-2 6-2                     | Виктория Родригес Марсела Сакариас   |
| 16 июня     | Ниш, Сербия $10,000 — Грунт Турнир 2014                                              | Мария Саккари 3-6 6-4 6-1                              | Деа Хердзелас                        |
| 16 июня     | Ниш, Сербия $10,000 — Грунт Турнир 2014                                              | Александра Нанкэрроу Мария Саккари 6-3 6-0             | Лина Джёрческа Марина Лазич          |
| 16 июня     | Стамбул, Турция $10,000 — Хард Турнир 2014                                           | Ипек Сойлу 6-3 6-4                                     | Мелис Сезер                          |
| 16 июня     | Стамбул, Турция $10,000 — Хард Турнир 2014                                           | Айла Аксу Ипек Сойлу 4-6 6-3 [10-4]                    | Эльке Лемменс Юлия Стаматова         |
| 16 июня     | Тайбэй, Тайвань $10,000 — Хард Турнир 2014                                           | Ли Ясюань 6-3 6-2                                      | Акико Омаэ                           |
| 16 июня     | Тайбэй, Тайвань $10,000 — Хард Турнир 2014                                           | Као Шаоюань Ли Бэйцзи 6-1 6-4                          | Май Минокоси Акико Омаэ              |
| 16 июня     | Чивитавеккья, Италия $10,000 — Грунт Турнир 2014                                     | Полина Лейкина 7-5 6-4                                 | Мартина Карегаро                     |
| 16 июня     | Чивитавеккья, Италия $10,000 — Грунт Турнир 2014                                     | Мартина Карегаро Анна Флорис 6-4 6-4                   | Алекса Гуарачи Салли Пирс            |
| 16 июня     | Шарм-эш-Шейх, Египет $10,000 — Хард Турнир 2014                                      | Деспина Папамихаил 6-1 6-3                             | Анна Моргина                         |
| 16 июня     | Шарм-эш-Шейх, Египет $10,000 — Хард Турнир 2014                                      | Арабела Фернандес Рабенер Деспина Папамихаил 6-3 6-3   | Май Эль Камаш Ясмин Хамза            |
| 16 июня     | Пршеров, Чехия $15,000 — Грунт Турнир 2014                                           | Барбора Крейчикова 6-3 6-4                             | Ленка Юрикова                        |
| 16 июня     | Пршеров, Чехия $15,000 — Грунт Турнир 2014                                           | Шанталь Шкамлова Барбора Штефкова 6-4 6-3              | Ева Рутарова Каролина Стухлая        |
| 16 июня     | Истад, Швеция $25,000 — Грунт Турнир 2014                                            | Настя Колар 6-4 6-4                                    | Сандра Заневская                     |
| 16 июня     | Истад, Швеция $25,000 — Грунт Турнир 2014                                            | Настя Колар Ивонн Нойвирт 7-6(3) 3-6 [10-6]            | Анна Данилина Ксения Кнолль          |
| 16 июня     | Ленцерхайде, Швейцария $25,000 — Грунт Турнир 2014                                   | Елизавета Куличкова 7-5 6-2                            | Луиза Чирико                         |
| 16 июня     | Ленцерхайде, Швейцария $25,000 — Грунт Турнир 2014                                   | Луиза Чирико Саназ Маранд 6-3 6-4                      | Чан Су Джон Юстина Егёлка            |
| 16 июня     | Минск, Беларусь $25,000 — Грунт Турнир 2014                                          | Ирина Хромачёва 6-4 1-6 6-1                            | Эма Микульчич                        |
| 16 июня     | Минск, Беларусь $25,000 — Грунт Турнир 2014                                          | Ирина Хромачёва Илона Кремень 7-5 6-0                  | Лидия Морозова Светлана Пироженко    |
| 16 июня     | Open Montpellier Agglomération Hérault Монпелье, Франция $25,000 — Грунт Турнир 2014 | Елица Костова 7-5 6-1                                  | София Ковалец                        |
| 16 июня     | Open Montpellier Agglomération Hérault Монпелье, Франция $25,000 — Грунт Турнир 2014 | Инес Феррер-Суарес Сара Соррибес Тормо 2-6 6-3 [12-10] | Сюй Цзеюй Елица Костова              |

## Неделя 26
| Дата начала | Турнир                                                  | Чемпионки (Счёт финала)                                   | Финалистки                           |
| ----------- | ------------------------------------------------------- | --------------------------------------------------------- | ------------------------------------ |
| 23 июня     | Амаранти, Португалия $10,000 — Хард Турнир 2014         | Осеан Додан 6-3 6-2                                       | Валерия Страхова                     |
| 23 июня     | Амаранти, Португалия $10,000 — Хард Турнир 2014         | Анастасия Комардина Валерия Страхова 3-6 7-5 [10-6]       | Барбара Хаас Наталья Седлиская       |
| 23 июня     | Астана, Казахстан $10,000 — Хард Турнир 2014            | Влада Екшибарова 7-5 6-3                                  | София Квацабая                       |
| 23 июня     | Астана, Казахстан $10,000 — Хард Турнир 2014            | Альбина Хабибулина Екатерина Клюева 6-3 6-1               | Анна Григорян Юлия Валетова          |
| 23 июня     | Бангкок, Таиланд $10,000 — Хард Турнир 2014             | Элизе Мертенс 6-3 6-2                                     | Ли Бэйцзи                            |
| 23 июня     | Бангкок, Таиланд $10,000 — Хард Турнир 2014             | Юми Миядзаки Котоми Такахата 6-3 6-1                      | Ли Бэйцзи Нунгнадда Ваннасук         |
| 23 июня     | Бухарест, Румыния $10,000 — Грунт Турнир 2014           | Кристина Эне 6-4 6-3                                      | Кристина Дину                        |
| 23 июня     | Бухарест, Румыния $10,000 — Грунт Турнир 2014           | Ралука Елена Платон Кристина-Мадалина Станку 6-1 6-3      | Никола Горакова Анастасия Вдовенко   |
| 23 июня     | Кимчхон, Южная Корея $10,000 — Хард Турнир 2014         | Ли Йе Ра 6-1 7-5                                          | Чхве Джихи                           |
| 23 июня     | Кимчхон, Южная Корея $10,000 — Хард Турнир 2014         | Ким Со Джон Ли Йе Ра 7-5 2-6 [11-9]                       | Чхве Джихи Макото Ниномия            |
| 23 июня     | Кинтана-Роо, Мексика $10,000 — Хард Турнир 2014         | Ана София Санчес 3-6 6-0 6-0                              | Элли Уилл                            |
| 23 июня     | Кинтана-Роо, Мексика $10,000 — Хард Турнир 2014         | Анамика Бхаргава Элли Уилл 6-0 6-4                        | Виктория Родригес Марсела Сакариас   |
| 23 июня     | Конья, Турция $10,000 — Хард Турнир 2014                | Мелис Сезер 6-2 6-3                                       | Агни Стефану                         |
| 23 июня     | Конья, Турция $10,000 — Хард Турнир 2014                | Маргарита Лазарева Мелис Сезер 6-3 6-2                    | Клеменс Файоль Муге Топсел           |
| 23 июня     | Мелилья, Испания $10,000 — Хард Турнир 2014             | Лусия Севера-Васкес 4-6 7-6(5) 7-6(14)                    | Хеорхина Гарсия-Перес                |
| 23 июня     | Мелилья, Испания $10,000 — Хард Турнир 2014             | Лусия Сервера-Васкес Ольга Паррес Аскойтия 7-5 4-6 [10-6] | Джил Нора Энгельманн Катарина Херинг |
| 23 июня     | Прокупле, Сербия $10,000 — Грунт Турнир 2014            | Елизавета Янчук 1-6 7-5 6-3                               | Александра Нанкэрроу                 |
| 23 июня     | Прокупле, Сербия $10,000 — Грунт Турнир 2014            | Лина Джёрческа Александра Нанкэрроу 6-2 6-4               | Хуля Эсен Лютфие Эсен                |
| 23 июня     | Рим, Италия $10,000 — Грунт Турнир 2014                 | Людмила Самсонова 6-2 2-6 6-4                             | Тесс Сюно                            |
| 23 июня     | Рим, Италия $10,000 — Грунт Турнир 2014                 | Лиза Сабино Аличе Саворетти 6-7(3) 7-5 [10-5]             | Луиза Мария Хубер Юлия Вахачик       |
| 23 июня     | Шарлотт, США $10,000 — Грунт Турнир 2014                | Катерина Стюарт 6-1 7-6(2)                                | Джози Кульман                        |
| 23 июня     | Шарлотт, США $10,000 — Грунт Турнир 2014                | Лена Литвак Александра Мюллер 6-3 6-3                     | Софи Чанг Энди Даниэль               |
| 23 июня     | Шарм-эш-Шейх, Египет $10,000 — Хард Турнир 2014         | Джан Абаза 6-2 3-6 6-4                                    | Деспина Папамихаил                   |
| 23 июня     | Шарм-эш-Шейх, Египет $10,000 — Хард Турнир 2014         | Магали Кемпен Анна Моргина 6-4 3-6 [10-2]                 | Джан Абаза Ола Абу Зекри             |
| 23 июня     | Бреда, Нидерланды $15,000 — Грунт Турнир 2014           | Бернарда Пера 6-1 7-6(8)                                  | Беатрис Хаддад Майя                  |
| 23 июня     | Бреда, Нидерланды $15,000 — Грунт Турнир 2014           | Натела Дзаламидзе Светлана Пироженко 6-4 6-1              | Деми Схюрс Ева Ваканно               |
| 23 июня     | Кристинехамн, Швеция $25,000 — Грунт Турнир 2014        | Исалин Бонавентюре 6-3 6-3                                | Марина Мельникова                    |
| 23 июня     | Кристинехамн, Швеция $25,000 — Грунт Турнир 2014        | Катерина Бондаренко Корнелия Листер Без игры              | Исалин Бонавентюре Сандра Заневская  |
| 23 июня     | Перигё, Франция $25,000 — Грунт Турнир 2014             | Синди Бургер 7-5 6-1                                      | Флоренсия Молинеро                   |
| 23 июня     | Перигё, Франция $25,000 — Грунт Турнир 2014             | Андреа Гамис Сара Соррибес Тормо 5-7 6-4 [10-8]           | Габриэла Се Флоренсия Молинеро       |
| 23 июня     | Файхинген-на-Энце, Германия $25,000 — Грунт Турнир 2014 | Мариана Дуке-Мариньо 5-7 6-2 6-2                          | Карина Виттхёфт                      |
| 23 июня     | Файхинген-на-Энце, Германия $25,000 — Грунт Турнир 2014 | Виктория Голубич Лаура Зигемунд 6-3 6-3                   | Лесли Керкхове Аранча Рус            |
| 23 июня     | Шиофок, Венгрия $25,000 — Грунт Турнир 2014             | Дениса Аллертова 6-2 6-3                                  | Мартина Борецкая                     |
| 23 июня     | Шиофок, Венгрия $25,000 — Грунт Турнир 2014             | Дениса Аллертова Шанталь Шкамлова 6-1 6-3                 | Мартина Борецкая Петра Крейсова      |
| 23 июня     | Сиань, Китай $50,000 — Хард Турнир 2014                 | Дуань Инъин 4-6 7-6(9) 6-4                                | Чжу Линь                             |
| 23 июня     | Сиань, Китай $50,000 — Хард Турнир 2014                 | Лу Цзяцзин Ван Яфань 6-3 7-6(2)                           | Лян Чэнь Ян Чжаосюань                |

## Неделя 27
| Дата начала | Турнир                                                                            | Чемпионки (Счёт финала)                                      | Финалистки                                    |
| ----------- | --------------------------------------------------------------------------------- | ------------------------------------------------------------ | --------------------------------------------- |
| 30 июня     | Астана, Казахстан $10,000 — Хард Турнир 2014                                      | Влада Екшибарова 6-3 6-4                                     | Мариам Болквадзе                              |
| 30 июня     | Астана, Казахстан $10,000 — Хард Турнир 2014                                      | Виктория Мун Мария Цаканян 6-3 6-4                           | Ксения Дмитриева Арина Фольц                  |
| 30 июня     | Бангкок, Таиланд $10,000 — Хард Турнир 2014                                       | Элизе Мертенс 6-1 6-1                                        | Нунгнадда Ваннасук                            |
| 30 июня     | Бангкок, Таиланд $10,000 — Хард Турнир 2014                                       | Мию Като Акико Омаэ 6-0 6-0                                  | Камонван Буаям Нунгнадда Ваннасук             |
| 30 июня     | Брюссель, Бельгия $10,000 — Грунт Турнир 2014                                     | Клартье Либенс 7-6(4) 4-6 6-1                                | Аличе Маттеуччи                               |
| 30 июня     | Брюссель, Бельгия $10,000 — Грунт Турнир 2014                                     | Аличе Маттеуччи Камилла Розателло 6-4 3-6 [10-3]             | Диана Бузян Натела Дзаламидзе                 |
| 30 июня     | Кимчхон, Южная Корея $10,000 — Хард Турнир 2014                                   | Ли Со Ра 7-6(2) 2-6 6-4                                      | Хан На Рэ                                     |
| 30 июня     | Кимчхон, Южная Корея $10,000 — Хард Турнир 2014                                   | Чхве Джи Хи Макото Ниномия 6-3 7-6(6)                        | Хан На Рэ Ю Ми                                |
| 30 июня     | Кинтана-Роо, Мексика $10,000 — Хард Турнир 2014                                   | Ана София Санчес 4-6 6-4 6-0                                 | Марсела Сакариас                              |
| 30 июня     | Кинтана-Роо, Мексика $10,000 — Хард Турнир 2014                                   | Лорето Алонсо Мартинес Мария Фернанда Наварро Олива 6-4 6-2  | Каролина Бетанкур Ана Паула Неффа де лос Риос |
| 30 июня     | Прокупле, Сербия $10,000 — Грунт Турнир 2014                                      | Александра Нанкэрроу 4-6 6-4 6-2                             | Лина Джёрческа                                |
| 30 июня     | Прокупле, Сербия $10,000 — Грунт Турнир 2014                                      | Лина Джёрческа Александра Нанкэрроу 6-4 7-6(5)               | Ольга Фридман Елизавета Янчук                 |
| 30 июня     | Стамбул, Турция $10,000 — Хард Турнир 2014                                        | Клотильда де Бернарди 6-2 6-3                                | Кристина Адамеску                             |
| 30 июня     | Стамбул, Турция $10,000 — Хард Турнир 2014                                        | Башак Эрайдын Мелис Сезер 2-6 6-0 [10-7]                     | Мария Мох Анетта Мунозова                     |
| 30 июня     | Тоди, Италия $10,000 — Грунт Турнир 2014                                          | Аличе Саворетти 6-3 6-3                                      | Лорен Эмбри                                   |
| 30 июня     | Тоди, Италия $10,000 — Грунт Турнир 2014                                          | Дебора Кьеза Беатриче Ломбардо 6-3 3-6 [10-8]                | Федерика ди Сарра Аличе Саворетти             |
| 30 июня     | Шарм-эш-Шейх, Египет $10,000 — Хард Турнир 2014                                   | Элени Кордолаими 7-6(1) 3-6 7-5                              | Джан Абаза                                    |
| 30 июня     | Шарм-эш-Шейх, Египет $10,000 — Хард Турнир 2014                                   | Джан Абаза Ола Абу Зекри 6-4 3-6 [10-7]                      | Элени Кордолаими Деспоина Вогасари            |
| 30 июня     | Денен, Франция $25,000 — Грунт Турнир 2014                                        | Андрея Миту 4-6 6-2 6-1                                      | Фиона Ферро                                   |
| 30 июня     | Денен, Франция $25,000 — Грунт Турнир 2014                                        | Паула Кристина Гонсалвес Флоренсия Молинеро 7-6(3) 7-6(4)    | Никола Слейтер Каролина Влодарчак             |
| 30 июня     | Мидделбург, Нидерланды $25,000 — Грунт Турнир 2014                                | Евгения Родина 7-5 7-5                                       | Ангелика ван дер Мет                          |
| 30 июня     | Мидделбург, Нидерланды $25,000 — Грунт Турнир 2014                                | Бернисе ван де Вельде Ангелика ван дер Мет 7-6(4) 3-6 [10-5] | Вероника Кудерметова Евгения Родина           |
| 30 июня     | Торунь, Польша $25,000 — Грунт Турнир 2014                                        | Барбора Крейчикова 6-4 6-1                                   | Мария Саккари                                 |
| 30 июня     | Торунь, Польша $25,000 — Грунт Турнир 2014                                        | Мартина Борецкая Мартина Кубичикова 7-6(4) 6-2               | Хильда Меландер Шанталь Шкамлова              |
| 30 июня     | Ферсмольд, Германия $50,000 — Грунт Турнир 2014                                   | Катерина Козлова 6-4 6-7(3) 6-1                              | Ришел Хогенкамп                               |
| 30 июня     | Ферсмольд, Германия $50,000 — Грунт Турнир 2014                                   | Габриэла Дабровски Мариана Дуке-Мариньо 6-4 6-2              | Вероника Сепеде Роиг Штефани Фогт             |
| 30 июня     | Открытый чемпионат Гранд-Эста Контрексевиль, Франция $100,000 — Грунт Турнир 2014 | Ирина-Камелия Бегу 6-3 6-4                                   | Кайя Канепи                                   |
| 30 июня     | Открытый чемпионат Гранд-Эста Контрексевиль, Франция $100,000 — Грунт Турнир 2014 | Александра Панова Лора Торп 6-3 4-0 — отказ                  | Ирина-Камелия Бегу Мария Иригойен             |